# 10434 Tinbergen
10434 Tinbergen eller 4722 P-L är en asteroid i huvudbältet som upptäcktes den 24 september 1960 av den nederländsk-amerikanske astronomen Tom Gehrels och det nederländska astronomparet Ingrid van Houten-Groeneveld och Cornelis Johannes van Houten vid Palomarobservatoriet. Den är uppkallad efter den nederländske radioastronomen Jaap Tinbergen.
Asteroiden har en diameter på ungefär 3 kilometer och den tillhör asteroidgruppen Nysa.